# Trude Sojka

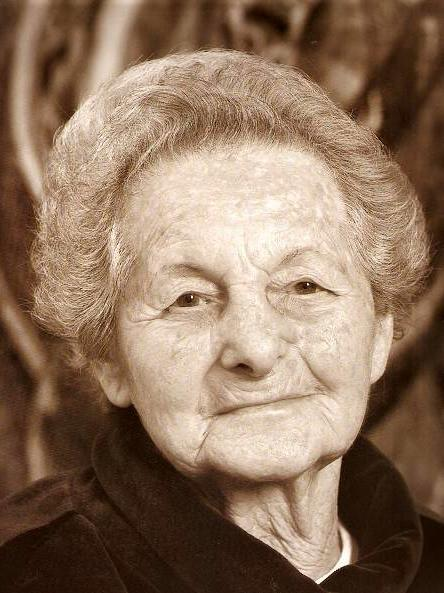
Trude Sojka im Jahr 1999

Gertrud Herta „Trude“ Sojka (* 9. Dezember 1909 in Berlin; † 18. März 2007 in Quito) war eine deutsche Malerin und Bildhauerin, die eine Technik aus recycelten Materialien und Beton schuf.

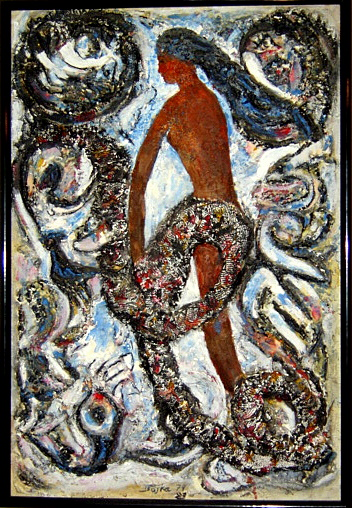
Eva y la Culebra

## Leben und Ausbildung
Sojka wuchs zusammen mit zwei Geschwistern als Kind tschechisch-jüdischer Eltern auf. Ihr Vater, Rudolf Sojka, war Ingenieur, der mit Hedwig Baum verheiratet war. Bald zog die Familie nach Prag in die Na Poříčí Straße in der Nähe des Bahnhofs.
Bereits in jungen Jahren lernte Sojka neben Tschechisch und Deutsch mehrere Sprachen (Englisch, Französisch, Latein, Griechisch) und interessierte sich für Musik und bildende Kunst. Ihre Ferien verbrachte sie in einem Internat in Lausanne.
Nach dem Abitur schrieb ihr Vater sie an der Fakultät für Wirtschaftswissenschaften ein, um ihr im Gegensatz zur Kunst eine „ernsthafte“ Karriere zu ermöglichen. Sie war dort so gelangweilt, dass sie Karikaturen der Professoren zeichnete. Schließlich nahm sie ein Studium an der Akademie der Bildenden Künste in Berlin auf, das sie im Jahr 1936 beendete. Im Jahr 1938 heiratete sie Dezider Schwartz, einen slowakischen Amtsträger.

## Zeit des Nationalsozialismus
Nach Hitlers Machtantritt und der Zerschlagung der Rest-Tschechei durch das „Dritte Reich“ geriet die Familie Sojka in Bedrängnis. Die Sojkas waren nicht sehr religiös und erkannten die Gefahren nicht, die ihr unter dem Nazi-Regime drohten. Im Jahr 1942 wurde Sojkas Mutter in der Nähe von Malý Trostinec ermordet. 1943 wurde ihre Schwester Edit zusammen mit deren Ehemann Arthur Porges und ihrem Sohn Karl nach Theresienstadt gebracht und starb später in Auschwitz. Sojka und ihr Ehemann konnten sich noch bis 1944 in der Stadt Nitra in der Slowakei verstecken.
Im September 1944, nach dem slowakischen Nationalaufstand, wurde sie zusammen mit ihrem Mann in das Zwangsarbeitslager von Sereď in der Nähe von Nitra gebracht. Im Oktober wurden sie nach Auschwitz verlegt. Trude Sojka sah ihren Mann nicht wieder, der wahrscheinlich bei einem Todesmarsch ums Leben kam. Trude Sojka blieb einen Monat in Auschwitz und wurde dann nach Groß-Rosen in Polen verlegt, später nach Kudowa-Sąkisch und ab März 1945 zu den Zittwerken Kleinschönau, wo viele schwangere jüdische Frauen für den Bau von Flugzeugen und anderen Maschinen Zwangsarbeit verrichteten.
Am 4. Mai 1945 wurde ihre Tochter Gabriele geboren, Evelyn Schwartz, die am 29. Mai starb, zwei Wochen nach der Befreiung des Lagers durch die sowjetische Armee am 11. Mai.
Sojkas Geschichte während des Holocaust wird weiterhin untersucht, da sie sich weigerte, über ihre Erfahrungen zu sprechen.
Die einzigen Angehörigen Sojkas, die nicht in einem Konzentrationslager interniert waren, war die Familie ihres älteren Bruders Waltre. Dieser wurde als Ingenieur und Wissenschaftler mit seiner Frau nach Ecuador eingeladen, um Vorlesungen in Chemie zu halten. Angesichts der gefährlichen Situation für Juden in Europa beschloss das Paar, in Ecuador zu bleiben.

## Nach dem Zweiten Weltkrieg
Nach ihrer Befreiung kehrte Sojka in ihr von der SS beschlagnahmt gewesenes Haus in Prag zurück. Ihren Unterhalt verdiente sie ein Jahr lang als Übersetzerin, Sekretärin, Keramikerin und in anderen Berufen. Durch eine Anzeige ihres in Ecuador lebenden Bruders Waltre beim Roten Kreuz erfuhr sie von dessen Überleben und reiste nach Ecuador, wo sie zusammen mit ihrem Bruder und dessen Ehefrau nach Quito weiterreiste.  
Bei ihrer Ankunft in Guayaquil traf Trude Sojka zum ersten Mal ihren späteren zweiten Ehemann Hans Steinitz, einen 1939 aus dem KZ Sachsenhausen entkommenen deutsch-jüdischen Anwalt, den sie 1948 heiratete und mit dem sie drei Töchter bekam. 
Trude konnte sich nun ihrer Kunst und Heimat widmen. In dieser Zeit traf sie auf große ecuadorianische Künstler wie Oswaldo Guayasamín, Gilberto Almeida, Víctor Mideros, Manuel Rendón oder in den 1990er Jahren Pilar Bustos.
Im Alter von 90 Jahren wurde Sojka vom ecuadorianischen Kulturhaus Benjamín Carrión als „Artist Emeritus“ geehrt. Im Zusammenhang mit dieser Ehrung organisierte das Kulturhaus eine retrospektive Ausstellung ihrer Werke und gab das Buch Las Dos Vidas de Trude Sojka, geschrieben von Rodrigo Villacís Molina, heraus. Dies war nur eine der vielen Ehrungen, die ihr in Ecuador im Haus der Kultur zuteilwurden.
Im Jahr 2001 erlitt Sojka einen Schlaganfall. Bis etwa zu ihrem 95. Lebensjahr fertigte sie weiterhin mit Zement und Recyclingmaterialien schwere Gemälde und Skulpturen an. Als ihre Kräfte nachließen, beendete sie das zementieren und malte und zeichnete nur noch.
Am 18. März 2007 starb Trude Sojka an Atemversagen.

## Arbeit

### Erste Einflüsse in Europa
Sojka studierte an der Hochschule für bildende Künste in Berlin, wo sie den deutschen Expressionismus (Die Brücke) und den jüdischen Expressionismus kennenlernte. Sie interessierte sich für die Werke von Marc Chagall, Chaim Soutine und Georges Rouault und bewunderte die Skulpturen von Ernst Barlach. 
Auf der anderen Seite interessierte sich Sojka bereits in Europa für primitive Kunst aus Afrika, Ozeanien und Indo-Amerika, die sie wahrscheinlich aus ethnographischen Museen kannte. Als sie nach dem Krieg 1946 in Ecuador eintraf, war sie erstaunt, die präkolumbischen und andinen Symbole so genau zu erkennen.

### Holocaust
Ihre ersten Gemälde im Ecuador der 1950er Jahre erzählen von ihren Erlebnissen im Konzentrationslager: Angst und Einsamkeit, Stacheldraht, die traurige Prozession der Frauen, die vielleicht zu den Gaskammern gehen, aber auch ihre Gebete, die ihr halfen den Horror zu überleben, ebenso wie die Hoffnung auf Freiheit und ein neues Leben.

### Präkolumbik und Anden
Nach und nach faszinierte Sojka die populäre ecuadorianische Kunst und die Symbolik der alten Völker von Cayapa, Guangala und Jama-Coaques, die sie dazu brachte, diese genau zu studieren. Dann kreierte sie, immer mit der gleichen Technik, Gemälde und Skulpturen mit Themen wie den Petroglyphen, den indischen Pferden, dem Tahuantinsuyo  und stilisierten traditionellen indigenen Motiven wie Jaguar, Affe, Vogel, Schlange, Sonne und Mond.

### Deutscher und jüdischer Expressionismus
Schon in Ecuador, in Erinnerung an ihr Studium der Schönen Künste in Europa und den Einfluss des deutschen und jüdischen Expressionismus, widmete sie sich dem Experimentieren mit den Linien, Farben und Formen, um ihre innere Welt auszudrücken. Sie kreierte abstrakte und gegenständliche Arbeiten voller Kraft und Textur, mit einem dynamischen Umgang mit Farben und geschwungenen oder geraden Linien, die an Musik, Tanz, Rhythmische Sportgymnastik erinnern.
Mit fortschreitendem Alter und der Geburt ihrer beiden Enkelinnen begann Sojka sich an ihre eigene glückliche Kindheit zu besinnen, an ihre Träume, die Märchen zu erinnern und erschuf Werke wie Tale of the Yellow Butterflies, oder Karussell.

## Ausstellungen
- 1969: Kitgua Gallery, Quito, Ecuador.
- 1972: Anden Gallery, Philadelphia, USA
- 1974: Galerie Gue-Bertz, Galerie des Kunstmuseums und Frauenhalle, Organisation der amerikanischen Staaten, Quito.
- 1975: Galerie Las Peñas und Galerie El Toro Rojo, Quito.
- 1977: Großes Golfküste-Festival, Pensacola, USA
- 1978: Art Center, Pensacola, USA
- 1981: 25. Halle "Arts, Formes, Couleurs", Le Bourget, Frankreich.
- 1982: 26. Halle "Arts, Formes, Couleurs", Le Bourget, Frankreich.
- 1990: Retrospektive in der Pomaire Gallery, Quito und Greta Peterson Gallery, Cincinnati, USA.
- 1991: Kollektive Ausstellung in der Pomaire Gallery, Quito.
- 1996: Retrospektive "Vivencias" im Centro Cultural CINCO, Quito.
- 2000: Retrospektive im Haus der ecuadorianischen Kultur.
- 2003: Haus der ecuadorianischen Kultur, Kern von Guaranda, Ecuador.
- 2004: Haus der ecuadorianischen Kultur, Kern von Ríobamba, Ecuador.
- 2015: Posthume Schenkung der Thanatos Skulptur an das Yad Vashem Holocaust Museum, Jerusalem, Israel.

## Trude Sojka Museum Haus
Das Museumhaus Trude Sojka, eine nicht-staatliche Non-Profit-Organisation, wurde am 12. März 2009 von der Familie der Künstlerin zu Ehren von Trude Sojka der Öffentlichkeit zugänglich gemacht. Neben der Ausstellung ihrer Werke ist es ein Raum für neue Künstler, Kunstworkshops und menschliche Entwicklung, um Kultur, Kunst und Frieden zu fördern. Es umfasst die auf Kunst und Holocaust spezialisierte Hans-Steinitz-Bibliothek und einen Skulpturengarten.
Heute hat das Kulturhaus Trude Sojka die Unterstützung des Ministeriums für ecuadorianische Kultur und der Claims Conference, USA, und des tschechischen Botschafters für Peru und Ecuador. Ebenso gehört es zu den Kulturmuseen und dem Cemtros-System von Quito.
Das CCTS bietet Raum für thematische, historische, fotografische temporäre Ausstellungen aufstrebender Künstler. Darüber hinaus bietet es Schulen, verschiedenen Gruppen und der Öffentlichkeit Workshops zu Bildung für Frieden und Kunst an.